# União fiscal
União fiscal é a integração da política fiscal de um grupo de nações ou estados federais. Quando existe união fiscal, as decisões sobre a arrecadação de tributos e sobre gastos são tomadas por instituições multilaterais ou federais, das quais participam os governos  dos países ou estados federados integrantes da união.
Em estados federais, como os Estados Unidos e o Brasil, a política fiscal é basicamente determinada pelo governo central, que tem poderes para regular a tributação, tomar empréstimos externos e definir a destinação desses recursos.
No caso da  União Europeia, tem sido frequentemente proposta a adoção de alguma forma de união fiscal. A maioria dos estados membros da UE participa da União Econômica e Monetária (UEM), baseada em uma moeda única (euro), mas a maioria das decisões sobre tributos e gastos é tomada no nível nacional. Portanto, embora a União Europeia seja uma união monetária, não é uma união fiscal.
O controle sobre a política fiscal é considerado central para a soberania nacional, e, atualmente, no mundo, não há união fiscal significativa entre nações independentes. No entanto, a UE tem certos poderes fiscais, ainda que limitados. Ela participa, por exemplo, na decisão sobre o nível do IVA (um imposto sobre o consumo) e das tarifas sobre o comércio externo. A UE também dispõe de um orçamento de muitos bilhões de euros. Além disso, existe um Pacto de Estabilidade e Crescimento (PEC) entre os membros da Zona do Euro que se destina a coordenar as políticas fiscais dos estados membros. Conforme o PEC, cada estado membro deve informar seu plano econômico à Comissão Europeia e explicar como pretende atingir os objetivos orçamentários de médio prazo. A Comissão avalia esse plano, enviando um relatório ao Comitê Econômico e Financeiro, para  comentários. Em seguida, o Conselho de Ministros de Economia e Finanças decide, por maioria qualificada, se aceita as recomendações da Comissão Europeia sobre o estado membro ou se reescreve o texto. No entanto, até hoje,  nenhum país signatário do PEC foi multado por não cumprir os objetivos. As tentativas de punir a França e a Alemanha, em 2003, não tiveram resultado. Portanto, após a crise da Zona do Euro, foi reafirmada a necessidade de fortalecer a união, no sentido de aumentar sua influência sobre as políticas fiscais dos Estados membros.
Em 2 de março de 2012, todos os membros da União Europeia, exceto a República Checa e o Reino Unido, assinaram o Pacto Fiscal Europeu, que, se ratificado pelos 25 países, introduziria limites mais estritos para os gastos governamentais e para o endividamento público, criando sanções automáticas para os países que não cumprissem as regras.
Com o aprofundamento da crise da Zona do Euro, os especialistas passaram a dar maior importância ao lado fiscal da união monetária. Marzinotta, Sapir e Wolff (2011), por exemplo, estiveram entre os primeiros a defender a ideia de que houvesse recursos fiscais suficientes, a nível federal, para permitir a estabilização do sistema financeiro e, se necessário, ajudar  países em dificuldades.